# Saalfelden am Steinernen Meer
Saalfelden am Steinernen Meer város Ausztria Salzburg tartományában, nem messze a német határtól.

## Földrajza
Saalfelden am Steinernen Meer 744 méter magasan, az Északi-Mészkő-Alpok, azon belül is a Salzburgi-Mészkő-Alpok vonulatai közt elterülő Saalfelden-medencében fekszik. A medence északi, keleti és nyugati irányból egyaránt 2000-2500 méter közötti hegyekkel határolt. A város nevében is megfigyelhető az a településtől északkeleti irányban található, legmagasabb pontját tekintve 2655 méter magas karsztterület, amit az osztrákok és németek egyszerűen csak Steinernes Meer-nek, vagyis "Kőtenger"-nek hívnak. Ennek a jellegzetes, többnyire lapos, vagy közel lapos karsztfennsíkos vidéknek a kialakulása az utolsó jégkorszak végére tehető, amikor a gleccserek és jégmezők visszavonultak a klíma melegebbé válása miatt.
A már említett Saalfelden-medence tehát három irányból hegyekkel határolt, dél felé viszont nyitott, kiváló kilátást biztosítva ezzel a megközelítőleg 20–30 km-re található Magas-Tauern ormaira, melyek Ausztria legmagasabb hegyeit (Großvenediger, Großglockner, Hocharn stb.) rejtik. Mindössze 10 km-re, délre található a járás központja Zell am See, mellyel szemközt egy szintén glaciális időkben kialakult tó található. A Saalfelden-medencében is van néhány kisebb tó, de ezek jórészt mesterséges eredetűek. Az egyik leghíresebb és legnagyobb a Ritzensee, mely Saalfelden am Steinernen Meertől délkeleti irányban, a város szélén helyezkedik el és konkrétan turisztikai szándékkal alakították ki. A medence egyik fő folyója a településtől nyugatra kanyargó Saalach.

## Történelme

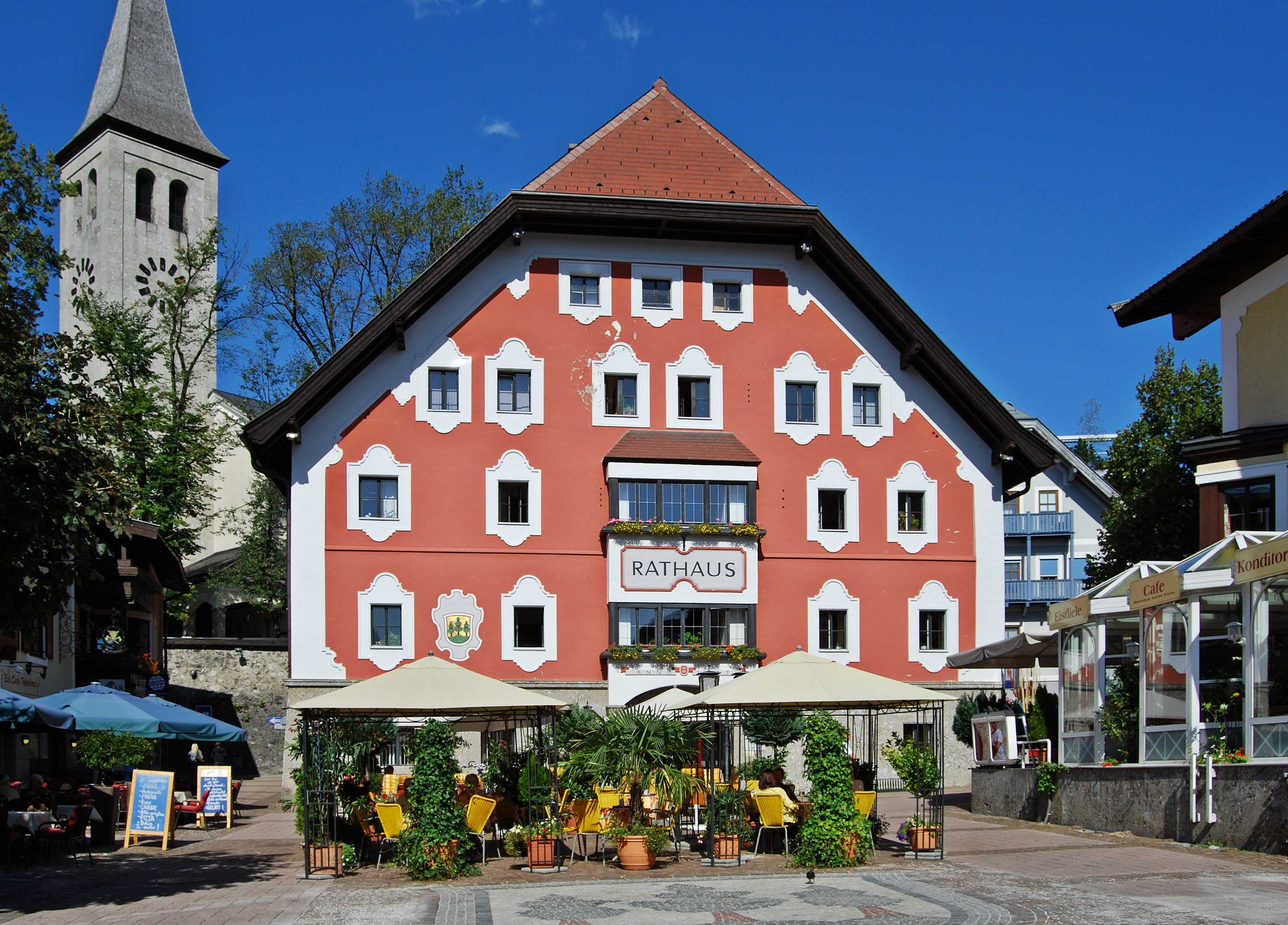
A saalfeldeni városháza

A térség már a bronzkor óta lakott. Jelentősebb település kialakulására azonban csak a római időkben került sor. Akkoriban főként kelták lakták, de idővel egyre több bajor is megjelent Saalfelden környékén.
A rómaiak bukása után a germán hatás válik uralkodóvá, lakossága főként bajorokból állt, de a korábbi romanizált népek sem tűntek el egyik napról a másikra. Keveredés indult el, mind etnikai, mind kulturális szempontból. A Frank Birodalom idején Saalfelden megyeközpont lett. A középkor folyamán pedig folyamatosan fejlődött, vásártartási jogot kapott, vallási központ is lett.
Az újkorra azonban áthelyeződtek a fő kereskedelmi útvonalak Salzburg-Pongau felé, így a település szerepe és ereje csökkent. 1811-ben tűzvész pusztította, mely során Saalfelden nagy része leégett, mintegy 800 embert téve hajléktalanná. 1875-ben vasúti összeköttetést kapott a birodalom többi részével, melynek köszönhetően ismét fejlődésnek indult. 1899-ben bevezetik a vezetékes vizet is az akkoriban 5000 lelket számláló városban.
A 20. századra a turizmus egyre fontosabbá, majd meghatározóvá vált.

## Oktatás és kultúra
A településen rengeteg kisebb-nagyobb klub található, mely kitűnő szórakozási lehetőséget nyújt mind a helybelieknek, mind az idelátogató turistáknak. A kicsit komolyabb szórakozásra vágyók sem éreznek hiányt. A városban rendszeresen mutatnak be különféle színházi darabokat, két fúvószenekaruk is van, melyek több mint 100 éve alakultak. Eredményeiket jól tükrözi a tartományon belüli kiemelkedő minősítésük, továbbá az a tény, hogy 2003-ban, az akkor alig 16 éves Christoph Blatzer harmonikaversenyen világelső lett. A Ritzensee partjától nem messze található Ritzen kastély ma múzeum. A térség egyik legjelentősebb múzeuma, mely 2005-ben elnyerte a Salzurg tartomány legjobb múzeumának járó "Salzburger Museumsschlüssel" díjat.
Az oktatás szintén fejlett. Megtalálható itt gimnázium, szakközépiskola, sőt, annak ellenére, hogy egy kisvárosról beszélünk, egy felsőfokú távoktatási központ is, mellyel több főiskola és egyetem is bekapcsolódik Saalfelden oktatási mindennapjaiba.

## Gazdaság és infrastruktúra
Manapság a gazdaság motorja a turizmus. Nyáron és télen egyaránt sok látogatót fogad Saalfelden. Nyáron a városszéli tó, a medencejelleg és a magas környékbeli hegyek nyugtató látványa, az aktív-pihenés, gyaloglás, kerékpározás az, ami jelentős természetes vonzerőt jelent a városnak. De télen is nagyon sok a látogató, hisz rendkívül szerteágazó és fejlett szolgáltatószektorral rendelkezik a település. Példának okáért a nyáron felfrissítő vizű Ritzen-tó télen befagy és a gyönyörű esti megvilágítás mellett korcsolyapályaként üzemel. Továbbá, ami még fontosabb, hogy Saalfelden am Steinernen Meer és környéke büszkélkedhet Ausztria leghosszabb sípályarendszerével. Hosszúsága eléri a 400 km-t is. A turizmus mellett fontos jövedelemforrás még az üzleti szektor, hiszen több, mint 700 üzleti vállalkozás van bejegyezve a településen.
Közlekedési szempontból szintén nagyon jó adottságokkal rendelkezik. Bár közvetlen autópálya-kapcsolattal nem rendelkezik, sok főút fut rajta keresztül és 1875 óta vasúti összeköttetése is van az ország többi részével. Emellett 3 helyi buszjárat is működik a településen.

## Fordítás
- Ez a szócikk részben vagy egészben  a   Saalfelden am Steinernen Meer című német Wikipédia-szócikk fordításán alapul.  Az eredeti cikk szerkesztőit annak laptörténete sorolja fel. Ez a jelzés csupán a megfogalmazás eredetét és a szerzői jogokat jelzi, nem szolgál a cikkben szereplő információk forrásmegjelöléseként.